# Хоогланд, Тим
Тим Клаус Хо́огланд (нем. Tim Klaus Hoogland; род. 11 июня 1985, Марль, Северный Рейн-Вестфалия) — немецкий футболист, защитник.

## Карьера

### Клубная карьера
Тим Хоогланд дебютировал в профессиональном футболе 17 июля 2004 года в матче третьего раунда Кубка Интертото 2004 «Шальке 04» — «Вардар» (5:0), заменив на 85-й минуте Нильса Ауде Кампхёйса. В Бундеслиге дебютировал 5 февраля 2005 года в матче «Шальке 04» — «Ганза», где его заменили на 75-й минуте. После 9 лет, проведённых в «Шальке», в 2007 году Тим подписал контракт с «Майнц 05».
12 января 2010 Хоогланд вернулся в гельзенкирхенский клуб, подписав контракт с «Шальке 04» до 30 июня 2014 года. 28 июня 2012 года он отправился в годичную аренду в «Штутгарт» без права выкупа.
В мае 2014 года было официально объявлено, что «Шальке» не будет продлевать контракт с Хоогландом и игрок покинет команду по окончании сезона. 25 июня 2014 года Хоогланд подписал однолетний контракт с «Фулхэмом».
24 июня 2015 года Хоогланд стал игроком «Бохума», подписав контракт на два года. 9 августа 2019 года клуб расторг истекающий в 2020 году контракт с игроком. Через неделю Хоогланд подписал однолетний контракт с австралийским клубом «Мельбурн Виктори», где он и завершил карьеру летом 2020 года.

### Тренерская карьера
С декабря 2020 года Хоогланд работал экспертом и комментатором на стриминговом сервисе DAZN, а также проходил стажировку в молодежном центре футбольного клуба «Шальке 04». С марта 2021 года, он являлся ассистентом главного тренера Йорга Бенерта из юношеской команды «Шальке 04» (до 17 лет), которая играла в Юниорской Бундеслиге Запад. В сезоне 2022/23, он работал помощником главного тренера Норберта Эльгерта в юношеской команде «Шальке» (до 19 лет). В марте 2024 года Хоогланд также начал курс профессиональной лицензии УЕФА в Уэльсе, который, как ожидается, он завершит в мае 2025 года.
В начале ноября 2024 года Хоогланд вошёл в тренерский штаб основной профессиональной команды «Шальке 04» c контрактом до конца сезона, и стал помощником голландского главного тренера Кеса ван Вондерена, таким образом заменив на этом посту бельгийского наставника Петера Балетте который покинул эту должность несколькими неделями ранее. В конце декабря 2024 года, он продлил свой контракт c «Шальке 04» до 30 июня 2026 года.

## Достижения
- Чемпион Германии (до 17 лет): 2001/02
- Вице-чемпион Германии: 2004/05, 2006/07
- Финалист Кубка Германии: 2004/05, 2012/13
- Победитель Кубка Интертото: 2004
- Обладатель Кубка немецкой Лиги: 2005
- Обладатель Кубка Германии: 2010/11